# Булатка довголиста
Була́тка довголи́ста (Cephalanthera longifolia) — багаторічна рослина родини зозулинцевих, релікт плейстоценового періоду. Занесена до Червоної книги України. Лікарська і декоративна культура.

## Опис
Трав'яниста рослина 15-60 см заввишки. Кореневище горизонтальне, коротке, з корінцями двох видів. Тонкі корінці утворюють мікоризу з симбіотичним грибом, за її допомогою відбувається всмоктування поживних речовин з ґрунту. Товсте коріння не містить грибних гіфів, в ньому відкладаються запаси поживних речовин. Стебло голе, пряме або трохи звивисте. Листки чергові, лінійно-ланцетні, загострені, 7-16 см завдовжки. Приквітки короткі, лише нижні довші за зав'язь.
Суцвіття не густе, складається з 3-10 (рідко до 20) великих квіток. Зовнішні листочки оцвітини ланцетні, завдовжки 12-16 мм, внутрішні — довгасто-еліптичні, коротші від зовнішніх. Губа майже вдвоє коротша від зовнішніх листочків оцвітини, разом з ними складена на кшталт квітки дзвоника. Загалом оцвітина біла, лише губа має жовту пляму. Зав'язь скручена, сидяча, до 1 см завдовжки. Плід — суха довгаста коробочка, що розтріскується після дозрівання. Насіння дрібне, пилоподібне. Квітне у травні-червні. Плодоносить у липні-серпні. Розмножується насінням і вегетативно.
Число хромосом 2n = 32.

## Поширення
Булатка довголиста є палеарктичним видом, широко розповсюдженим на теренах Європи та Азії. На європейському субконтиненті вона зустрічається практично в усіх країнах, включно з такими островними державами як Велика Британія та Ірландія.
На Сході ареал охоплює лише регіони з відносно теплим кліматом: Західну Азію, Кавказ, Передкавказзя, Афганістан, Пакистан, Індію, Гімалаї, Таджикистан, Китай, Японію, Корейський півострів. Найпівнічніший з азійських осередків знаходиться в Башкирії. Крім того, цей вид характерний для Середземномор'я, в тому числі і для північного узбережжя Африки. Тут булатку довголисту знайдено в Алжирі, Тунісі, Марокко.
В Україні ця орхідея поширена в Карпатах, Закарпатті, Поліссі, Гірському Криму, Лісостепу, рідко — в степових районах.

## Екологія
Зростає у світлих скельно- і пухнастодубових, тінистих букових широколистяних лісах, частіше — на галявинах і узліссях. В горах трапляється на висотах до 1200–1500 м над рівнем моря. Щільність популяцій низька, на вирубках, в лісах з високою чисельністю оленів та в місцях, де випасають худобу, вони знаходяться у пригніченому стані.
Рослина тіньовитривала, до вологості та кислотності ґрунту не вибаглива. Росте як на вапнякових ґрунтах, з добре розвиненим гумусовим шаром, так і на бідних — скелястих, інколи на заболочених торф'янистих.
Запилювачами є бджоли, самозапилення відсутнє. Процес запилення у цієї орхідеї протікає дуже незвично. Пиляк розкривається ще в бутоні, при цьому частина пилку немовби виштовхується у вигляді стовпчиків. У міру дозрівання квітки рильце нахиляється вперед, витягаючи за собою пилкові стовпчики з пиляків. Варто бджолі зачепити голівкою квітку, як вся крихка споруда розсипається, обсипаючи комаху хмарою пилку. Хоча квітки нектару не містять, але солодка речовина міститься в виростах на кінці губи. Насіння переноситься вітром.
В природі булаткою довголистою живляться олені.

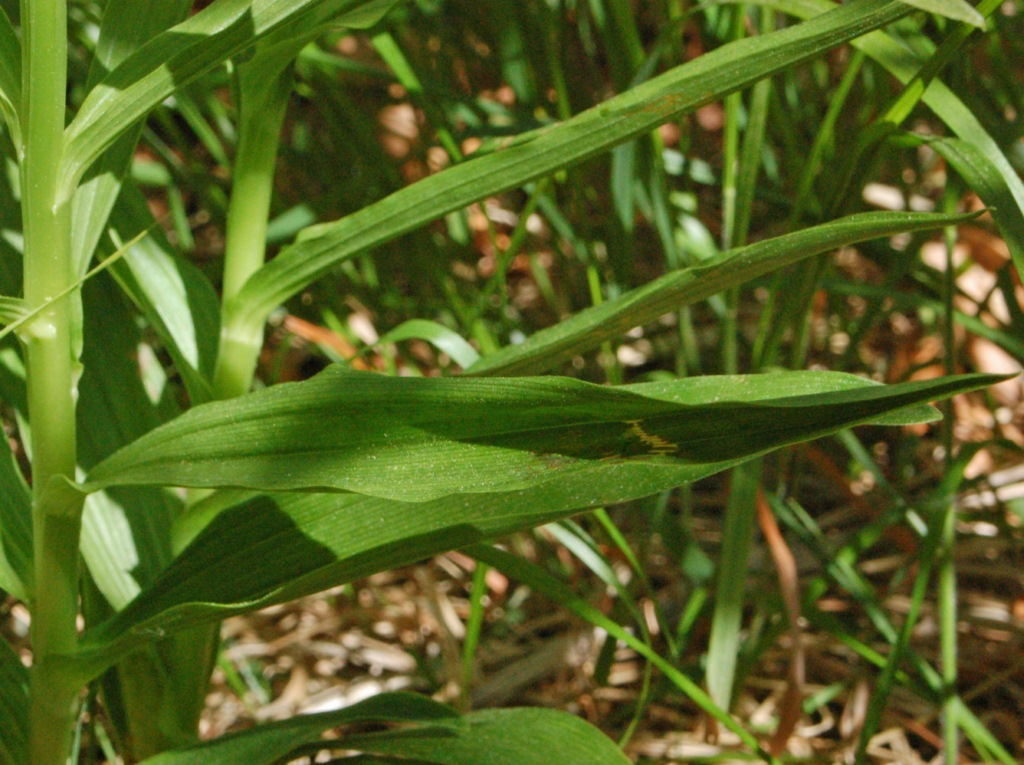
Листя
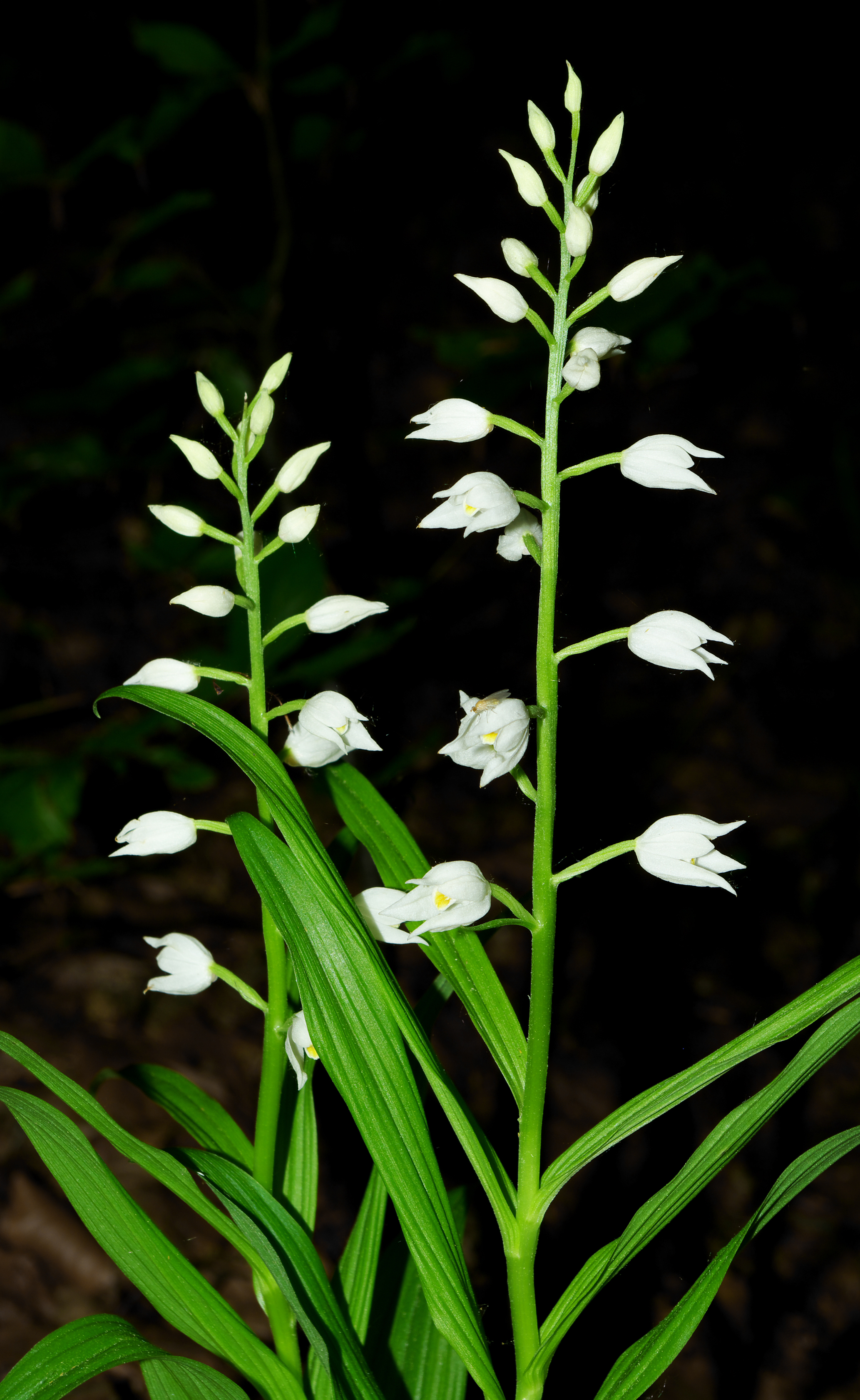
Суцвіття з довгим квітконосом
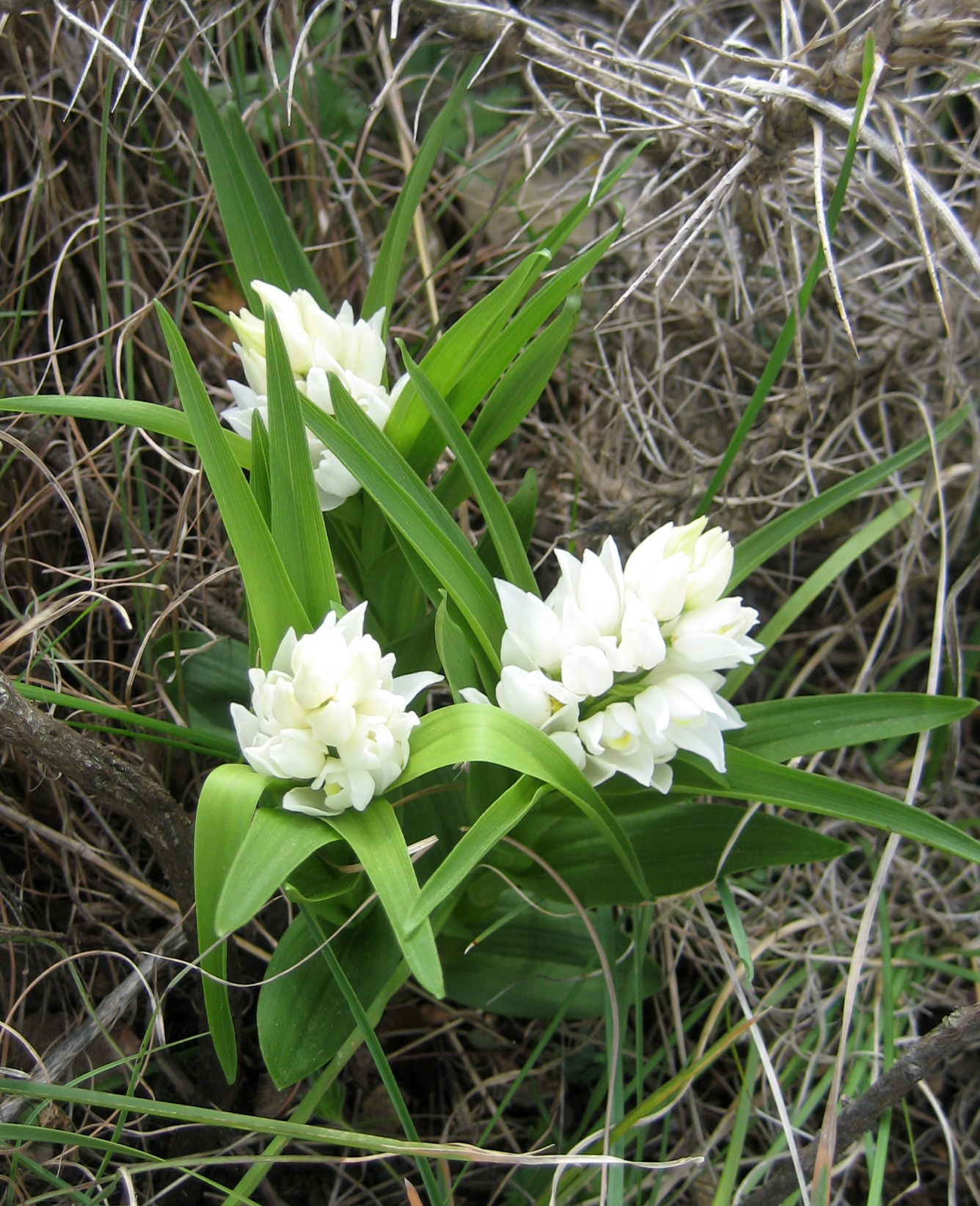
Суцвіття з вкороченими квітконосами
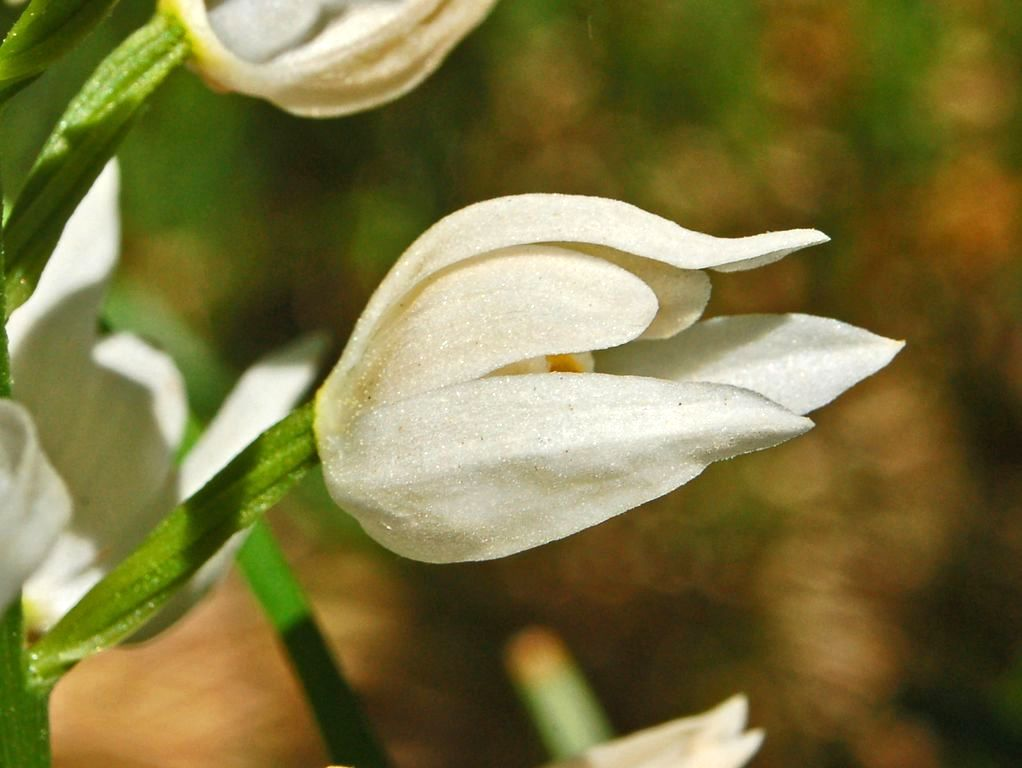
Вигляд квітки збоку
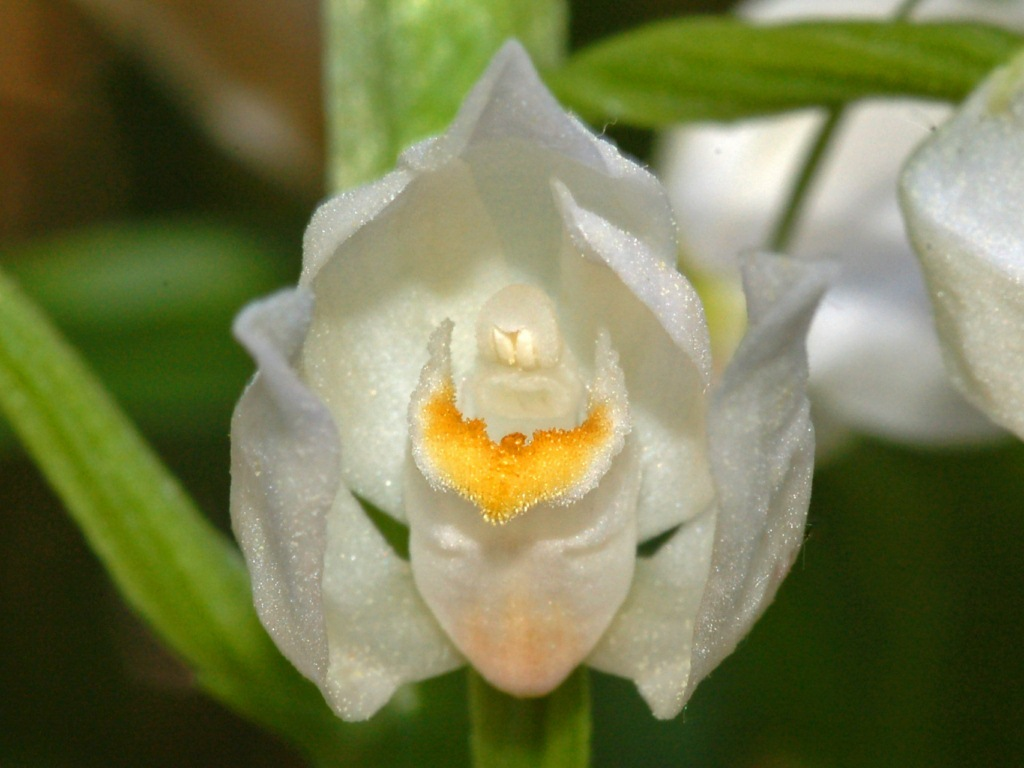
Вигляд квітки спереду
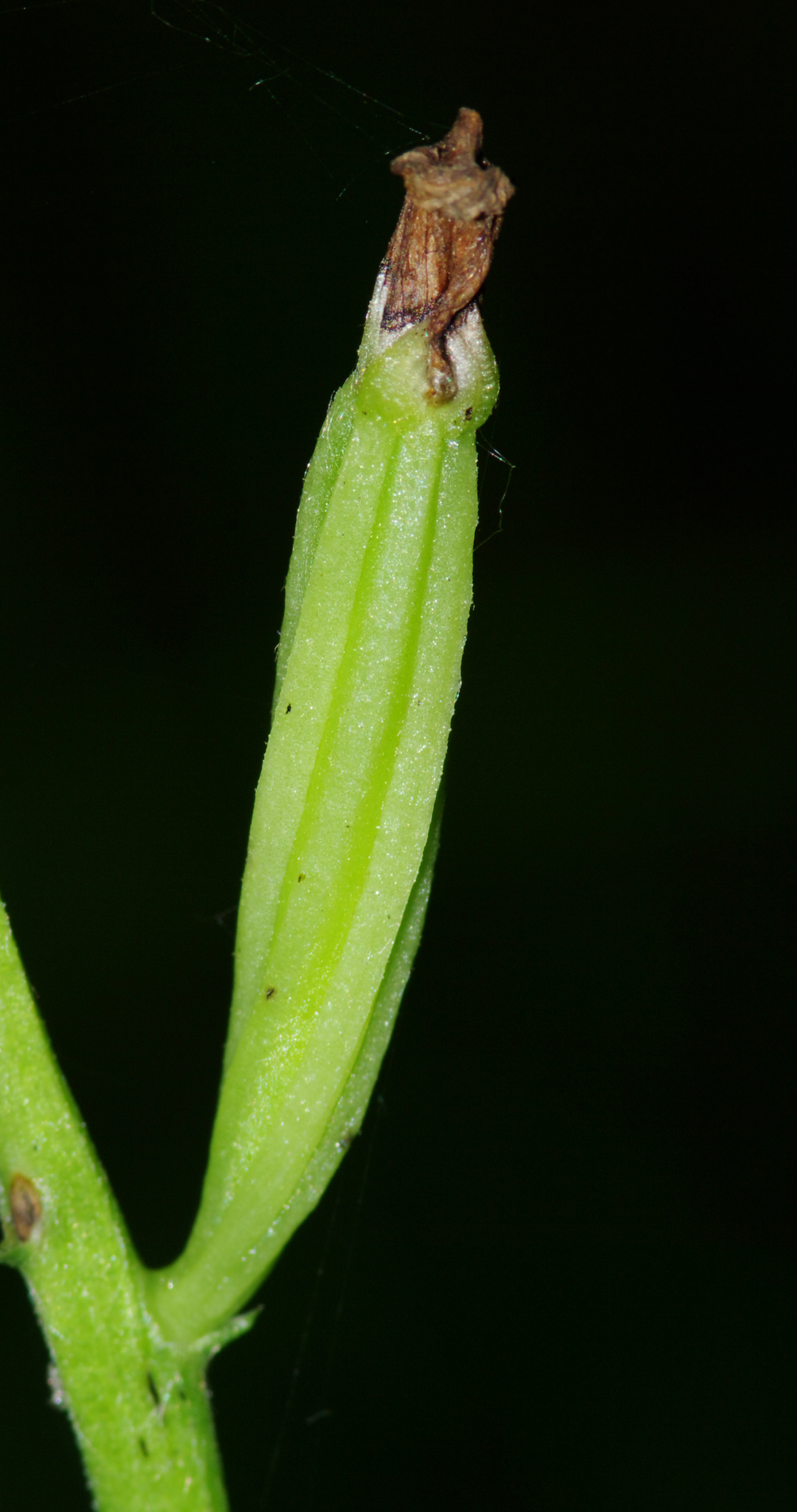
Плід

## Значення і статус виду
Рідкісний вид, чисельність якого зменшується через освоєння території, вирубку лісів, заміну букових насаджень на хвойні, зривання на букети. За межами України охороняється у Великій Британії, Франції, Фінляндії, Росії.
В Україні охороняється в природних заповідниках: Карпатському біосферному, Рівненському, Канівському, Кримському, «Мис Мартьян», Ялтинському гірсько-лісовому, Карадазькому, «Розточчя»; національних природних парках: Карпатському, Вижницькому, Ужанському, Яворівському, Шацькому, «Синевир», «Подільські Товтри», «Сколівські Бескиди», «Святі гори». Вирощують в Національному ботанічному саду імені Миколи Гришка НАН України.
Має наукове значення як рідкісна рослина зі складною біологією розвитку. Використувється в декоративному садівництві, оскільки квітки цього виду нагадують збільшені суцвіття конвалії.

## Синоніми
| - Cephalanthera acuminata Wall. ex Lindl. (1840) - Cephalanthera angustifolia Simonk. (1887) - Cephalanthera conferta (B.Baumann & H.Baumann) Kreutz - Cephalanthera ensifolia Rich. (1817) - Cephalanthera ensifolia var. acuminata (Wall. ex Lindl.) T.Tang & F.T.Wang - Cephalanthera ensifolia var. cesari-gonzalezii Rivas Goday & Bellot - Cephalanthera ensifolia var. maravignae (Tineo) Nyman - Cephalanthera grandiflora Gray (1821) - Cephalanthera lonchophylla Rchb.f. (1851) - Cephalanthera longifolia subsp. conferta B.Baumann & H.Baumann - Cephalanthera longifolia var. gibbosa Boiss. - Cephalanthera longifolia f. angustifolia Maire & Weiller (1959) - Cephalanthera longifolia f. latifolia (Maire) Maire & Weiller (1959) - Cephalanthera longifolia var. latifolia (Maire) D.Rivera & Lopez Velez | - Cephalanthera longifolia f. longibracteata (Harz) Asch. & Graebn. - Cephalanthera longifolia f. pilosa (Harz) Soó (1896) - Cephalanthera longifolia f. pumila Asch. & Graebn. - Cephalanthera longifolia var. rosea Perko - Cephalanthera mairei Schltr. - Cephalanthera maravignae Tineo (1844) - Cephalanthera pallens Rich. (1817) - Cephalanthera thomsonii Rchb.f. (1876) - Cephalanthera xiphophyllum Rchb.f. (1851) - Cephalanthera xiphophyllum var. latifolia Maire (1914) - Cymbidium xiphophyllum (Ehrh. ex L.f.) Sw. - Epipactis ensifolia F.W.Schmidt (1795) - Epipactis ensifolia Sw. - Epipactis grandiflora (L.) Sm. (1785) - Epipactis grandifolia All. (1795) | - Epipactis longifolia var. gibbosa (Boiss.) W.Zimm. - Epipactis longifolia var. longibracteata Harz - Epipactis longifolia var. pilosa Harz - Epipactis pallens Sw. (1805) - Epipactis pallida Sw. (1800) - Epipactis xiphophylla (Ehrh. ex L.f.) Sw. (1805) - Limodorum acuminatum (Wall. ex Lindl.) Kuntze (1891) - Limodorum grandiflorum (L.) Kuntze (1891) - Limodorum longifolium (L.) Kuntze (1891) - Serapias ensifolia Murray (1784) - Serapias grandiflora L. (1767) - Serapias helleborine var. longifolia L. (1753) - Serapias lonchophyllum L.f. (1782) - Serapias longifolia (L.) Scop. (1772) - Serapias nivea Vill. (1787) - Serapias pallida Wahlenb. (1814) - Serapias xiphophyllum Ehrh. ex L.f. (1782) |